# Lindau Hauptbahnhof
Lindau Hauptbahnhof – główna stacja kolejowa miasta Lindau (Bodensee), na Wyspie Lindau, w kraju związkowym Bawaria, w Niemczech. Jest to stacja czołowa posiadająca 4 perony, ma status kategorii 3.
Pierwszy obiekt dworca powstał w 1853, obecny zbudowany został w latach 1913-1921, w stylu secesyjnym.

## Galeria

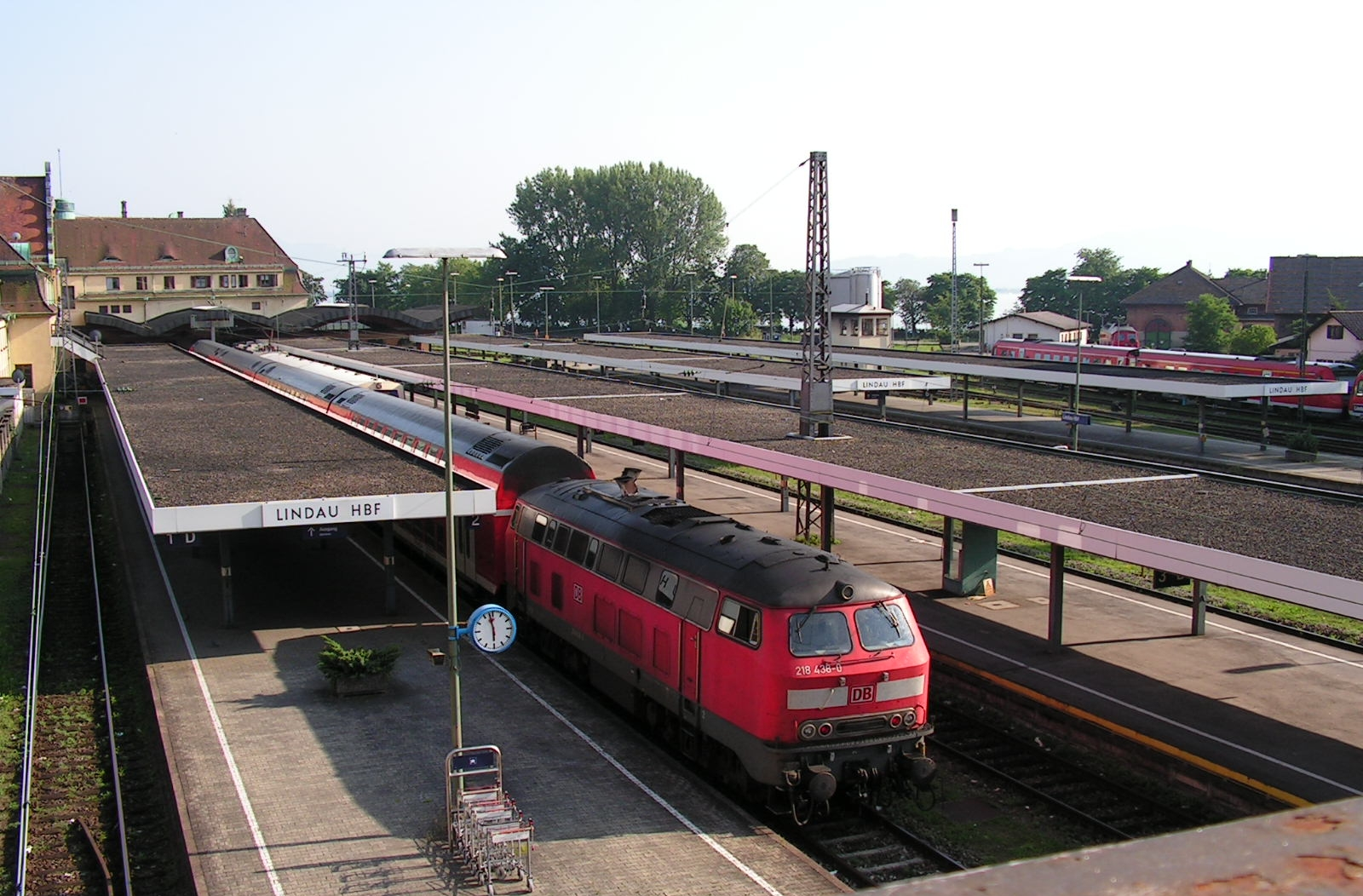
Widok na perony
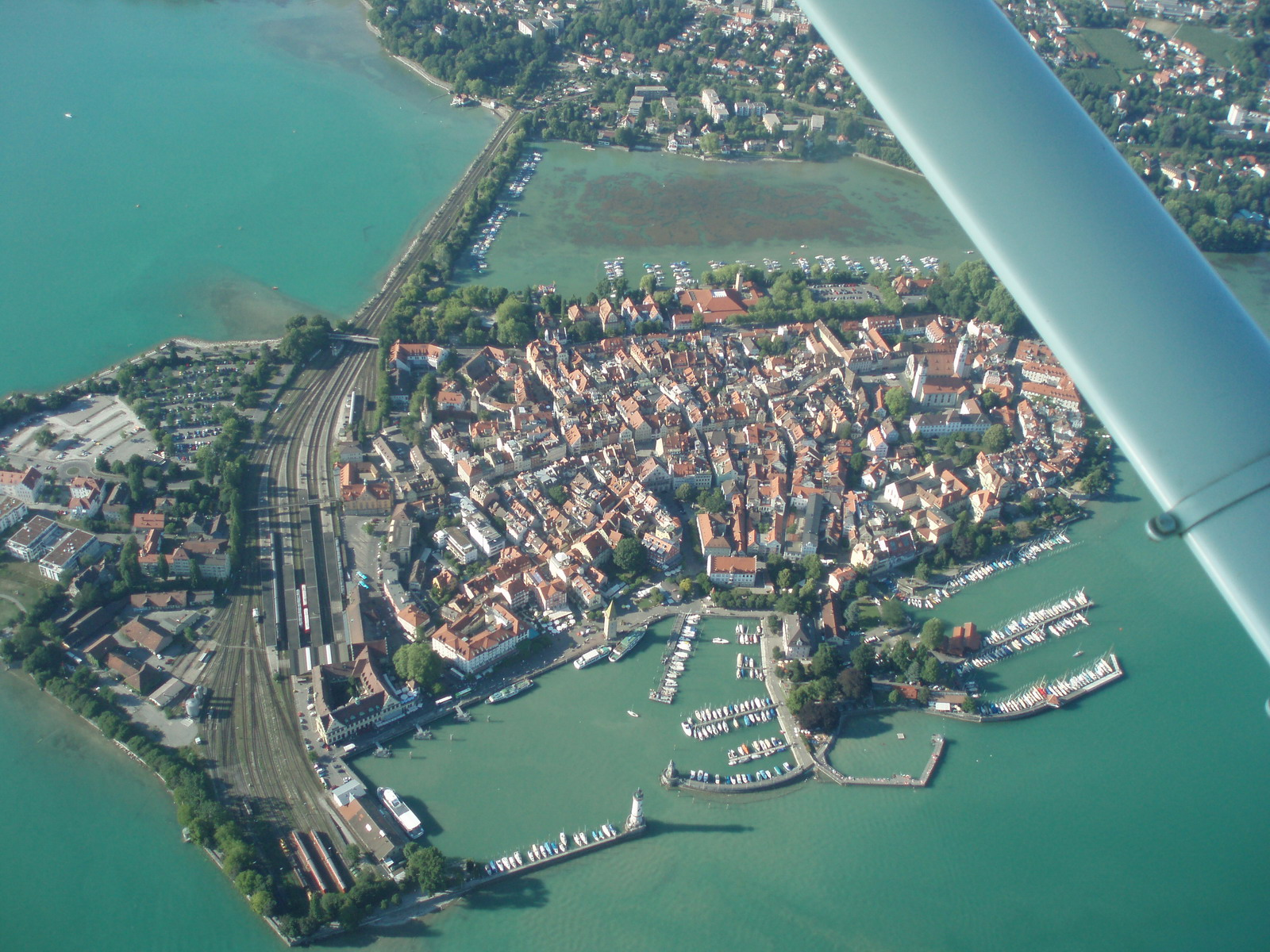
Wyspa Lindau z lotu ptaka
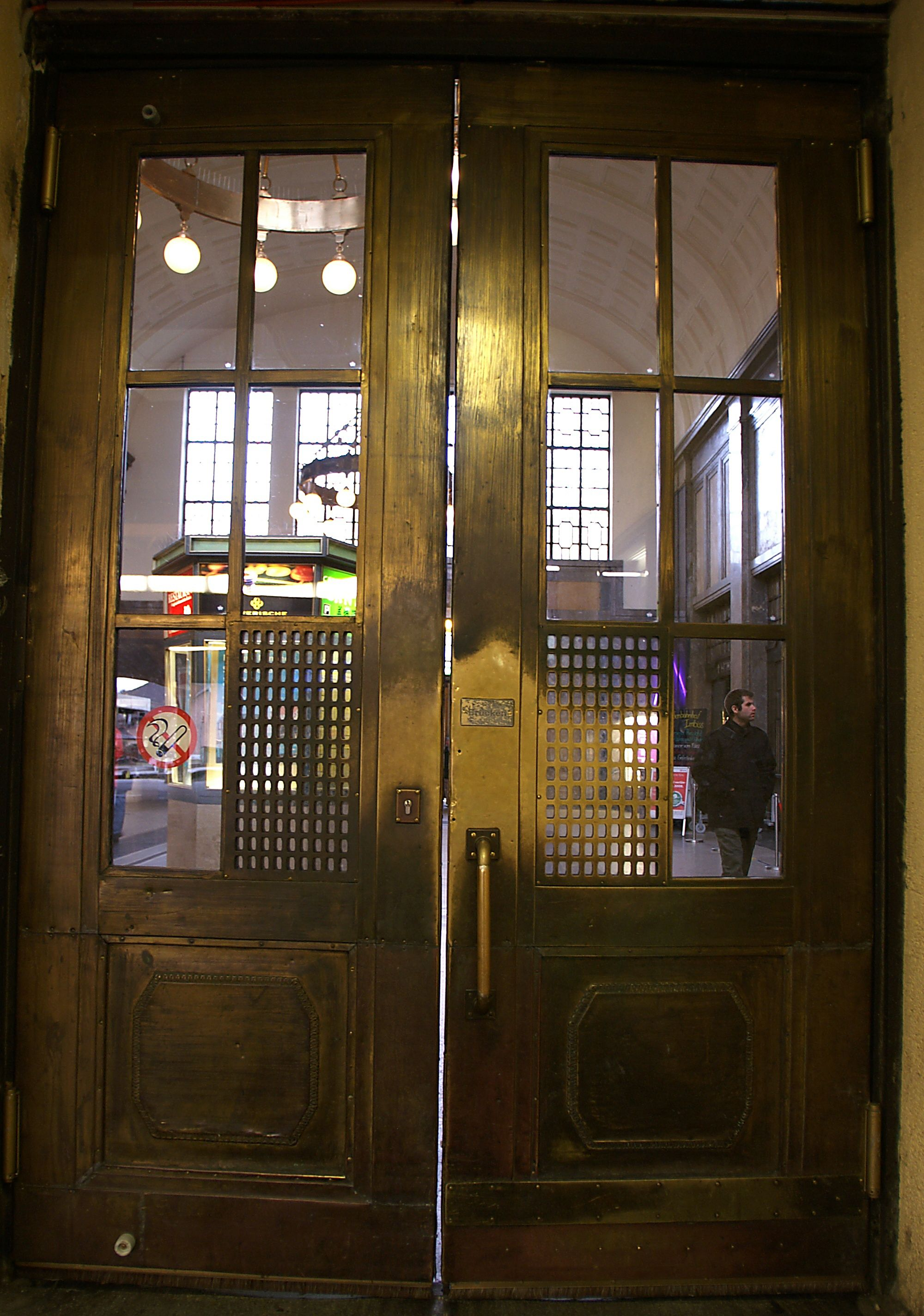
Drzwi dworca

| Lindau Hauptbahnhof              |
| Linia Bodenseegürtel             |
| Lindau-Aeschachodległość: 1,7 km |
| Linia Allgäu (Bawaria)           |
| Hergatzodległość: 23,1 km        |